# Hardeknud
Hardeknud sau Knud al III-lea (daneză Hardeknud; "Tough-knot"; n. 1018, Regatul Angliei – d. 8 iunie 1042, Surrey, Anglia, Regatul Unit) a fost rege al Danemarcei din 1035 până în 1042 și rege al Angliei din 1040 până în 1042. 
A fost fiu al regelui Knud cel Mare (care a domnit în Danemarca, Norvegia și Anglia) și al soției acestuia, Emma a Normandiei. Când Knud a murit în 1035, Hardeknud a luptat să păstreze posesiunile tatălui său. Magnus I a preluat controlul în Norvegia însă Hardeknud a succedat ca rege al Danemarcei și a devenit rege al Angliei în 1040 după moartea fratelui său după tată Harold I.

## Primii ani
Hardeknud s-a născut la scurtă vreme după căsătoria părinților săi din iulie sau august 1017. Knud a trebuit să se despartă de prima soție Ælfgifu de Northampton pentru a se căsători cu Emma, și potrivit Encomium Emmae Reginae, Knud a fost de acord ca fiii din căsătoria lor să aibă prioritate asupra fiilor lui din prima căsătorie.

## Rege al Danemarcei
În anii 1020, Danemarca era amenințată de Norvegia și Suedia și în 1026, Knud a decis să-și consolideze apărarea ducându-l pe fiul său în vârstă de opt ani să devină viitorul rege sub un consiliu condus de cumnatul său, contele Ulf.
Cu toate acestea, Ulf l-a înstrăinat pe Knut de a obține provincia daneză și pentru ca Hardeknud să fie recunoscut ca rege fără să facă referire la autoritate de ansambu a lui Knut și prin faptul că eșuase să ia diverse măsuri pentru a se întâlni cu invaziile norvegiene și suedeze, așteptând asistența lui Knut în schimb. În 1207, Knut a sosit cu o flota și l-a iertat pe Hardeknud pentru nesupunerea sa, ținând cont de tinerețea lui, însă l-a omorat pe Ulf. El a condus invadatorii din Danemarca și a stabilit autoritate sa asupra Norvegiei, revenind în Anglia în 1028 și lăsând Danemarca să fie condusă de regele Hardeknud.
Knut a lăsat Norvegia sub conducerea lui Haakon Ericsson, însă acesta a fost înecat în 1029 și Knut l-a numit pe fiul său, Svein, să conducă Norvegia cu ajutorul lui Ælfgifu, prima soție a lui Knut și mama lui Svein. Cu toate acestea, ei au fost nepopulari datorită impozitelor grele și favorizării consilierilor danezi peste nobilii norvegieni, iar regele Magnus I, fiul fostului rege al Norvegiei, Olaf, a invadat în 1035, forțându-i pe cei doi să fugă la curtea lui Hardeknud. Hardeknud a fost un aliat apropiat al lui Svein, însă nu simțea că resursele sale sunt suficient de mari pentru a lansa o invazie în Norvegia, iar frații vitregi au căutat ajutorul tatălui lor, dar în schimb au primit vestea morții sale, în noiembrie 1035.
În 1035, Hardeknud la succedat pe tatăl său pe tronul Danemarcei sub numele de Cnut al III-lea. El a fost în imposibilitatea de veni în Anglia și a fost de acord ca fratele lui Svein, Harold I să acționeze în calitate de regent, cu Emma de Wessex în numele lui Hardeknud. În 1037, Harold a fost acceptat ca rege, iar Hardeknud, potrivit Cronicilor anglo-saxone, fiind părăsit pentru că era de prea mult în Danemarca, în timp ce Emma a fugit în Bruges, în Flanda. În 1039, Hardeknud a navigat însoțit de zece nave pentru a-și întâlni mama în Bruges. Harold a fost bolnav și a murit în martie 1040, iar trimișii din Anglia au traversat canalul pentru a-i oferi tronul lui Hardeknud.

### Anglia și Danemarca
În 1035, Hardeknud i-a succedat tatălui său la tronul danez sub numele de Knud al III-lea.
Hardeknud a călătorit în Anglia împreună cu mama sa și au ajuns la Sandwich pe 17 iunie 1040. Chiar dacă el a fost invitat să preia tronul, a venit ca un cuceritor cu o forță pregătită pentru invazie. Echipajele au trebuit să fie răsplătite pentru serviciul lor cu suma de 21.000 de lire, o sumă de bani care l-a făcut nepopular, cu toate că a fost doar un sfert din suma pe care tatăl său a oferit-o în circumstanțe similare în anii 1017 - 1018.
Englezii s-au obișnuit cu guvernarea regelui în consiliu, cu sfatul oamenilor săi cei mai de seamă, dar Hardeknud a condus autocratic în Danemarca și nu a fost dispus să schimbe nimic, mai ales că el nu avea încredere în totalitate în conții importanți. La început el a reușit cu succes să-și intimideze supușii, deși mai târziu, la sfârșitul domniei sale scurte. El a dublat dimensiunile flotei engleze de la 16 până la 32 de nave, astfel el deținea forța capabilă să se înfrunte cu probleme și în altă parte a imperiului său. Creșterea ratei de impozitare a coincis cu recolta slabă, cauzând dificultăți severe. În 1041, doi culegători ai taxelor fiscale au fost atât de duri cu oamenii din jurul orașului Worchester încât aceștia s-au revoltat și i-au ucis pe culegători. Hardeknud a reacționat prin impunerea unei pedepse legale, ordonând conților săi să ardă orașul și să ucidă populația. 
Hardeknud a fost bolnav chiar înainte de a deveni rege al Angliei. El ar fi suferit de tuberculoză și, probabil, știa că nu mai avea mult timp de trăit. În 1041, l-a adus pe fratele său după mamă, Eduard Confesorul din exilul din Normandia, și l-a făcut moștenitorul său. Este posibil ca el să fi fost influențat de Emma, care spera să păstreze puterea, asigurându-se că unul dintre fiii ei se urcă pe tron. Hardeknud nu a fost căsătorit și nu a avut copii.